# Gymnopilus hemipenetrans
Gymnopilus hemipenetrans là một loài nấm thuộc họ Cortinariaceae.